# Hrabstwo Bracken
Bracken – hrabstwo w stanie Kentucky w USA. Siedzibą hrabstwa jest Brooksville.
Hrabstwo Bracken zostało ustanowione w 1796 roku.

## Miasta
- Augusta
- Brooksville
- Germantown